# Zece lei (monedă românească)
Zece lei a fost o monedă a leului românesc. A fost introdusă în 1930, iar ultimele emisiuni monetare, 1990-1992, respectiv 1992-1995, a avut putere circulatorie, de jure, până la 1 iulie 2003.

## Istorie

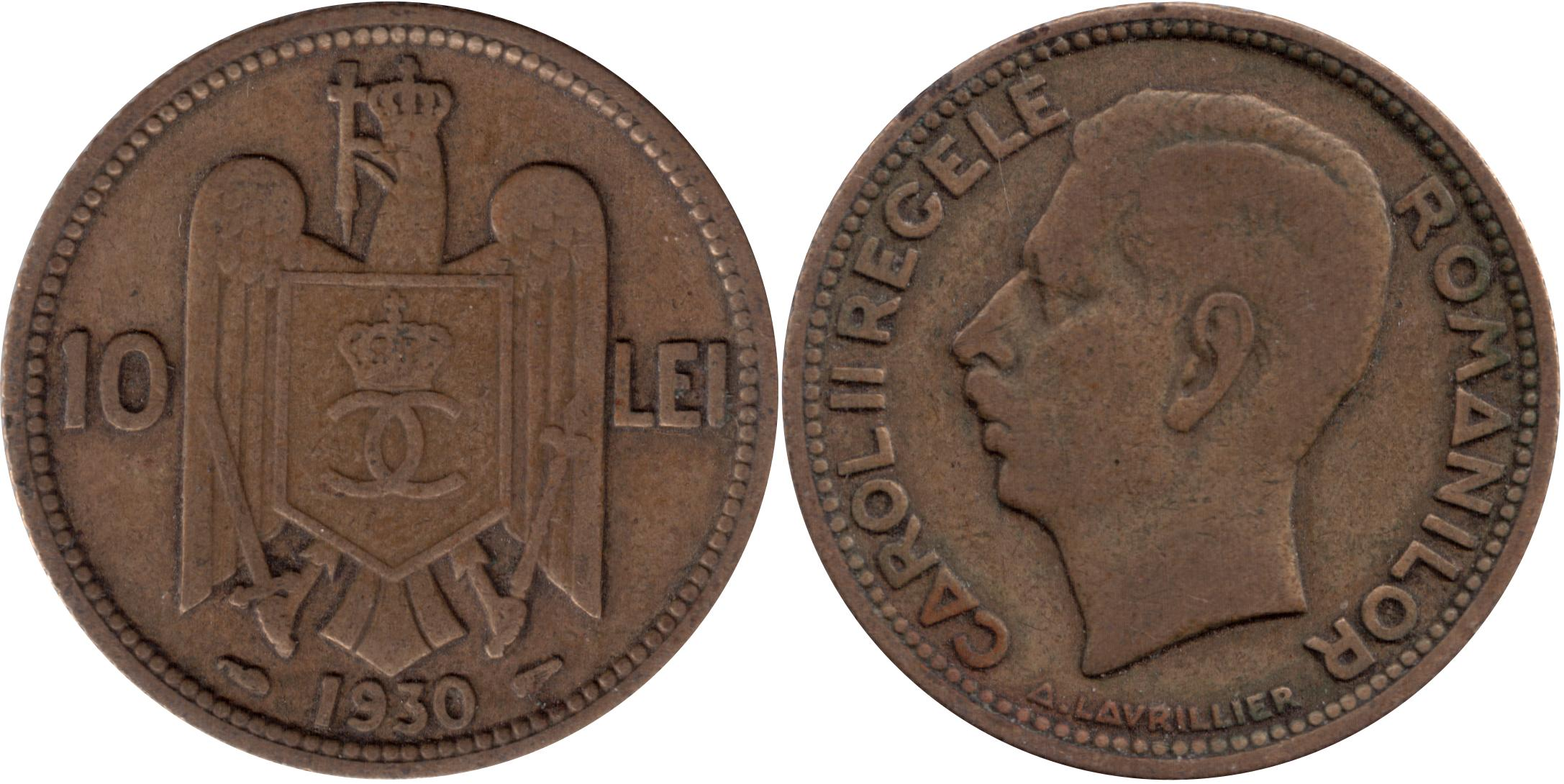
Monedă de 10 lei din 1930 emisă la Paris

### Regatul României
Deși Legea monetară din 22 aprilie/4 mai 1867 prevedea emisiunea unei monede de 10 lei din aur, existând și o probă monetară din anul 1870, valoarea nominală nu a fost introdusă sub formă de monedă decât în 1930. 
După restaurarea pe tron a lui Carol al II-lea, la 8 iunie 1930, acesta a sancționat, la 24 iunie 1930, Legea pentru comanda de monedă metalică divizionară de 10 și 20 lei în valoare totală de 1.300.000.000 lei. După ce legea a fost votată la 30 mai de către Adunarea deputaților și la 3 iunie de Senat. Comanda includea producerea a 60.000.000 de piese de 10 lei, evaluată la 600.000.000 de lei, și 35.000.000 de piese de 20 de lei, evaluată la 700.000.000 de lei.
Conform articolului 2 al legii, producția monedelor urma să fie împărțită în mod egal între Monetăria Statului Britanic și Monetăria Franceză, respectând specificațiile din caietul de sarcini anexat actului normativ. Costurile de producție stabilite erau de 25 șilingi pentru 1.000 de monede de 20 de lei și 18 șilingi și 6 pence pentru 1.000 de monede de 10 lei. Finanțarea acestei comenzi urma să fie acoperită din retragerea din circulație a unor bilete emise de Banca Națională a României, care urmau să fie înlocuite de noile monede metalice. Conform caietului de sarcini, matrițele principale (master punches) au fost realizate de Monetăria Statului Britanic și Monetăria Franceză, iar după finalizarea comenzii, acestea au fost returnate delegaților Ministerului Finanțelor, în timp ce matrițele secundare (master dies) utilizate în ateliere au fost distruse sub supraveghere, conform unui proces-verbal oficial.
Moneda era compusă din 79% cupru, 20% zinc și 1% nichel, avea 23 mm în diametru, 1,55 mm în grosime, o greutate de 5 g și muchia zimțată.
Aversul prezenta efigia regelui Carol al II-lea orientată către stânga și inscripția CAROL II REGELE ROMANILOR înconjurate de un cerc perlat. Deasupra cercului perlat se găsea numele gravorului, A. LAVRILLIER, de la André-Henri Lavrillier. Reversul prezenta acvila de pe stema Regatului României cu monograma încoronată a lui Carol al II-lea pe scutul dintre aripile protectoare ale acesteia și valoarea nominală, 10 LEI, împărțită de o parte și de alta a aripilor. Sub acvilă se găsea anul de emitere, 1930. 
Monedele au fost bătute la patru monetării diferite: Paris, Londra, Heaton și King's Norton. Astfel monedele prezintă, sau nu, semne de monetărie, lângă anul emiterii: cornul abundenței în stânga anului și o aripă în dreapta pentru cele bătute la Paris, aripa reprezentând emblema gravorului șef al monetăriei pariziene, Lucien Bazor, H sau KN în dreapta anului pentru cele de la Heaton, respectiv King's Norton, și niciun semn de monetărie pentru cele de la Royal Mint din Londra. Tot în funcție de monetărie monedele prezintă un număr diferit de zimți pe muchie, astfel cele de la Paris prezintă 110 zimți, 115 pentru cele de la Heaton și King's Northon și 113 pentru cele de la Londra. Standardul de orientare a pieselor a fost de tip „monedă” la toate cele patru locații; însă, în Paris, au fost emise și exemplare cu orientare de tip „medalie”. 
Tirajul a fost de 30 de milioane la Londra, 15 milioane la Paris și câte 7,5 milioane la Heaton și King's Northon.
Monedele au fost introduse în circulație la 15 iulie 1931 și au fost demonetizate prin Decretul lege pentru retragerea din circulație a monetelor de 10 și 20 lei din metal galben și baterea unei noi monete de zinc de 20 lei din 22 septembrie 1942. Astfel, termenul pentru retragerea din circulație a monedelor de 10 lei, împreuna cu cele de 20, a fost de 31 ianuarie 1943. Ulterior, Ministerul Finanțelor a prelungit puterea circulatorie a acestor monede de două ori, deoarece doar o parte din masa monetară fusese retrasă, întâi până la 31 iulie 1943, apoi până la 20 august 1943, cand acestea au ieșit definitiv din circulație, fiind acceptate până la 30 septembrie doar pentru plata impozitelor.

### După 1989

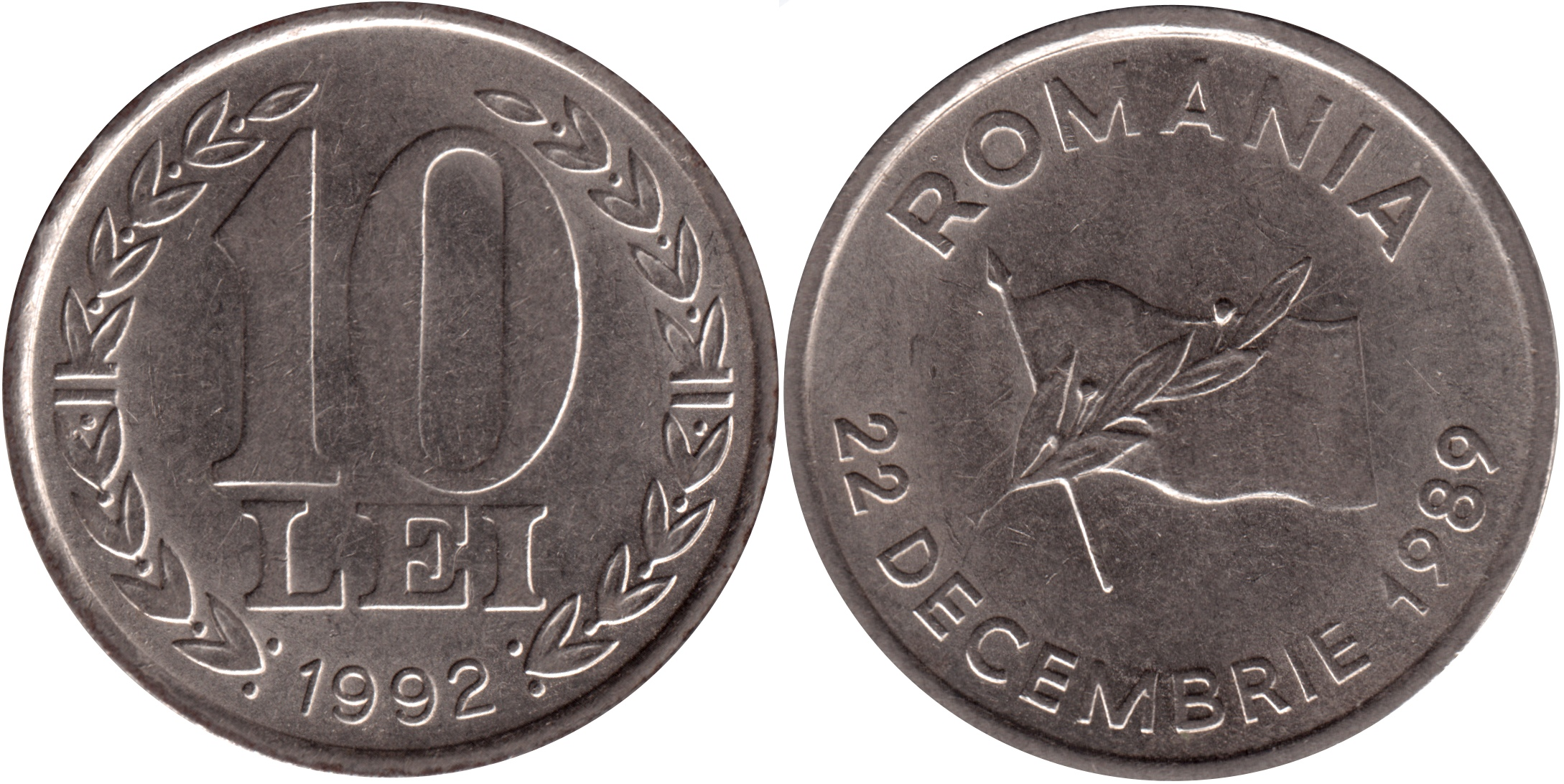
Monedă de 10 lei din 1992

Spre sfârșitul anilor 1980 s-au executat probe pentru o monedă de 10 lei. Cu toate acestea, o monedă cu o astfel de valoare nominală nu a fost introdusă decât după căderea regimului comunist.
Astfel, la 26 decembrie 1990 a fost pusă în circulație o monedă de 10 lei pentru a aniversa un an de la victoria Revoluției Române din 1989, dar și pentru a înlocui treptat vechea bancnotă de 10 lei emisă în 1966. Aceasta reprezenta prima monedă emisă în România postdecembristă. Aceasta era realizată din oțel placat cu nichel și avea un diametru de 23 mm, o grosime de 1,7 mm, o greutat de 4.65 g, iar muchia era ornamentată cu două linii sinusoide, despărțite de câte un romb la ambele capete, sub forma ∿∿∿∿∿∿ ◆ ∿∿∿∿∿∿ ◆, fiind asemănătoare cu cea a monedei de 5 lei din 1978. Aversul prezenta în centru steagul României peste care este dispusă o ramură de măslin alături de textele, ROMANIA, în partea superioară și 22 DECEMBRIE 1989 în cea inferioară. Reversul era asemănător cu cel al unei probe monetare din 1988 și avea central valoarea nominală, 10 LEI, înconjurată de o coroană din ramuri din laur; la baza coroanei, între cele două ramuri, se găsea anul de emisiune.
Moneda a fost emisă anual până în 1992 și a avut un tiraj de 30 de milioane de bucăți în 1990, 31.303.000 în 1991 și 60 de milioane în 1992.

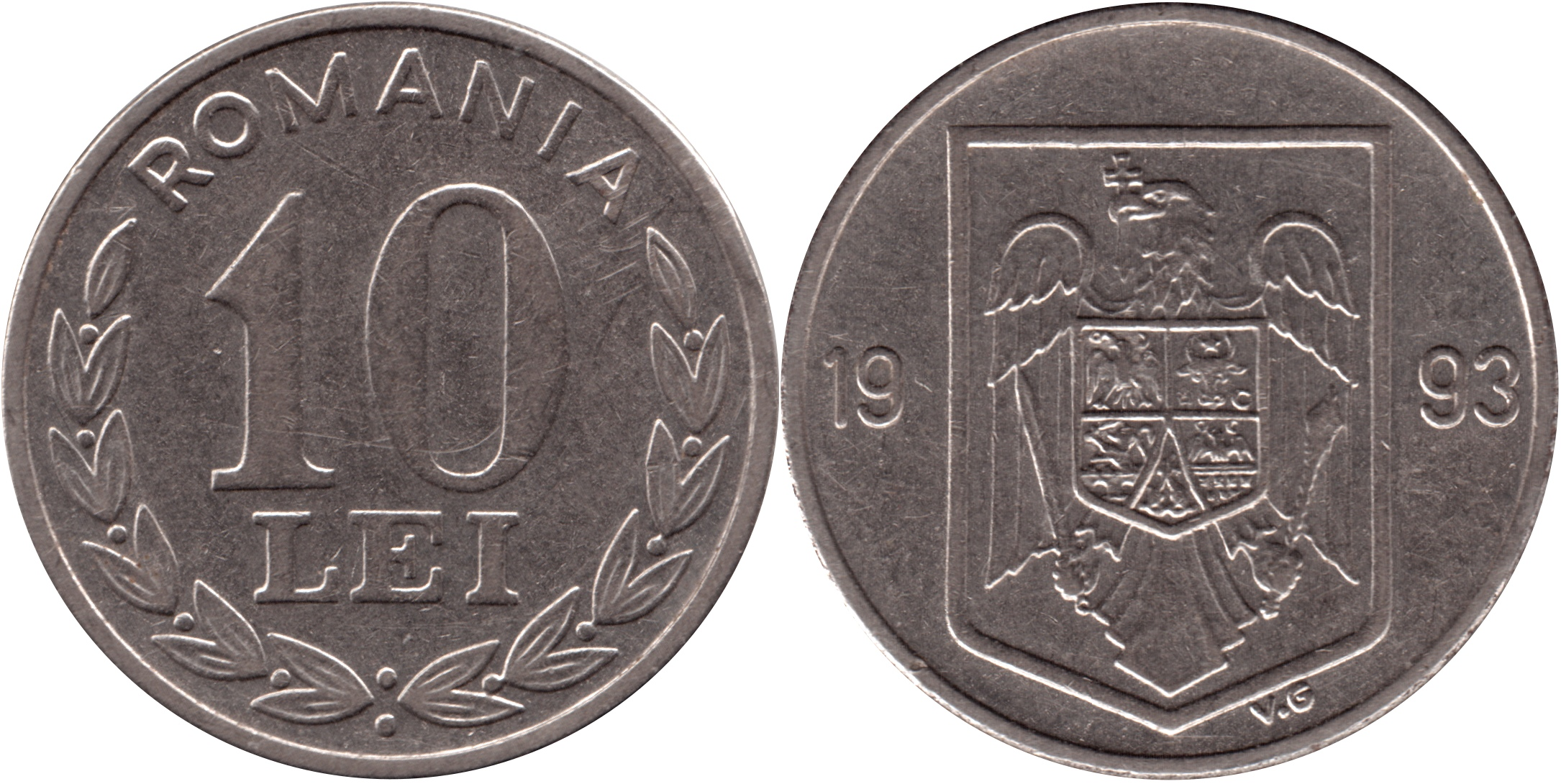
Monedă de 10 lei din 1993

La 28 mai 1993, în paralel cu cealaltă emisiune, a fost pusă în circulație o nouă monedă de 10 lei, cu aceleași specificații. Aversul prezenta stema României, cu data emiterii împărțită de o parte și de alta a stemei. Inițialele gravorului, V.G., de la Vasile Gabor, erau plasate jos, în dreapta stemei. Reversul era asemănător cu cel al emisiunii precedente și prezenta valoarea nominală, 10 LEI, flancată de două ramuri de laur iar desupra inscripția ROMANIA.  Moneda a fost emisă anual, până în anul 1995, inclusiv, iar tirajul acesteia a fost de 6 milioane de bucăți în 1993, 7 milioane în 1994 și 30 de milioane în 1995. Ulterior, a mai fost bătută la calitate proof în seturi de monetărie în 2000, 2002, 2003 și 2005. Cele două monede au avut putere circulatorie, de jure, până la 1 iulie 2003, când au fost scoase din uz, și au putut fi schimbate, ulterior, la sucursalele Băncii Naționale Române până la 30 iunie 2004.

După Denominarea din 2005, când 10.000 de lei vechi au devenit 1 leu nou, nu au mai fost emise monede de circulație generală, ci doar comemorative, valoarea nominală de 10 lei fiind utilizată pentru o bancnotă.

Monede comemorative de 10 lei emise dupa 1 iulie 2005
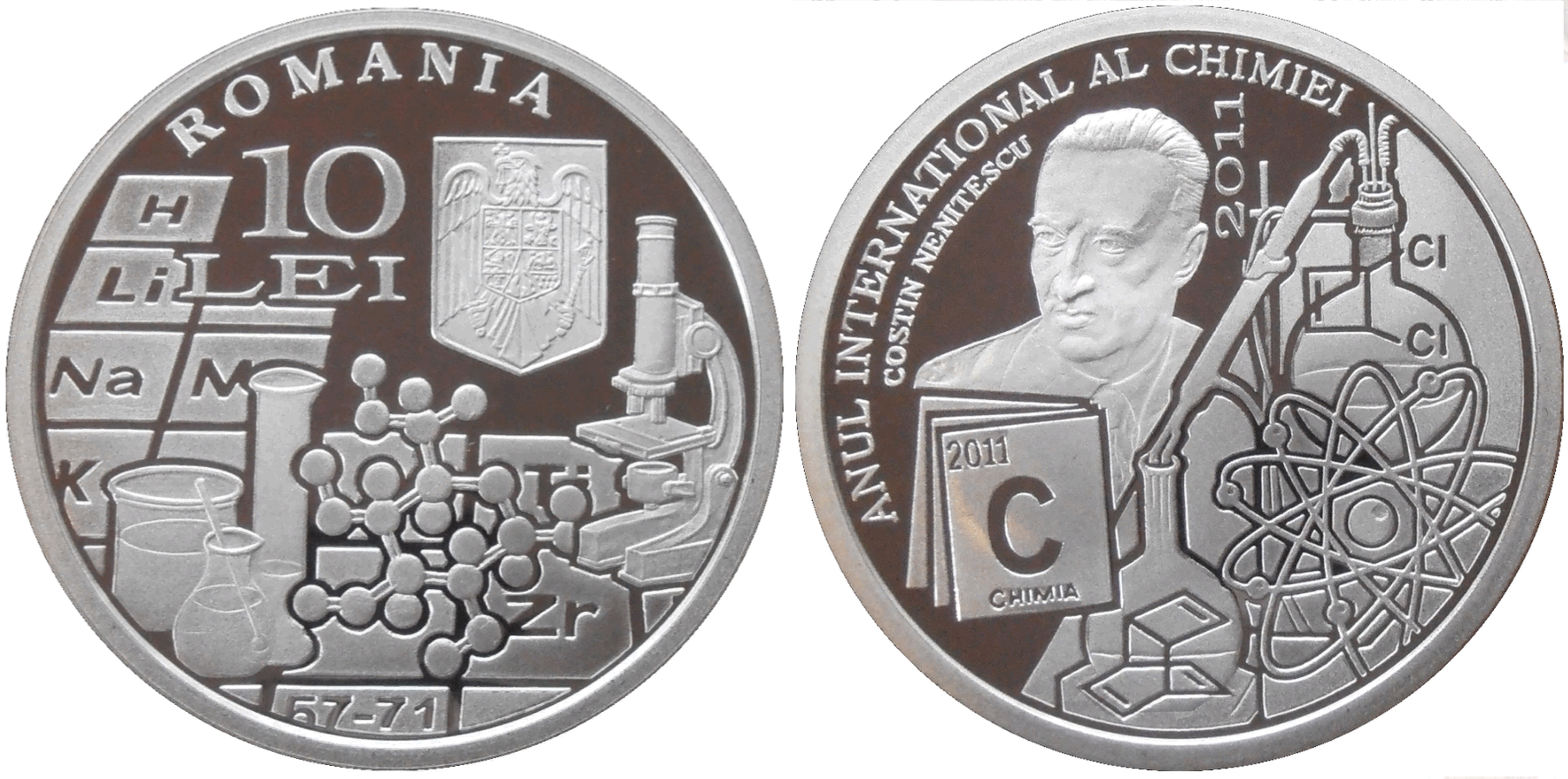
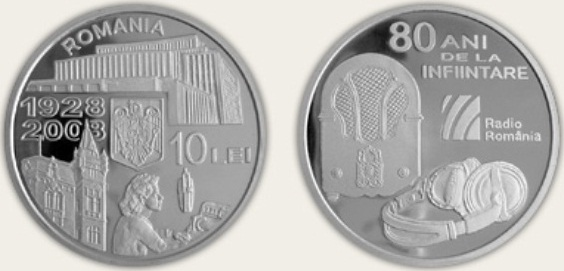
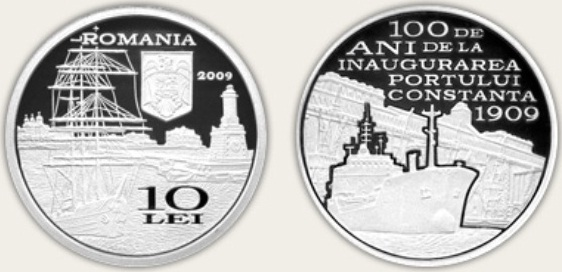